# Euripus borneensis
Euripus borneensis är en fjärilsart som beskrevs av William Lucas Distant och William Burgess Pryer 1887. Euripus borneensis ingår i släktet Euripus och familjen praktfjärilar. Inga underarter finns listade i Catalogue of Life.